# Spilogona lapponica
Spilogona lapponica är en tvåvingeart som först beskrevs av Ringdahl 1932.  Spilogona lapponica ingår i släktet Spilogona och familjen husflugor. Arten är reproducerande i Sverige. Inga underarter finns listade i Catalogue of Life.